# Tony Jefferies
Tony Jefferies (24 de abril de 1948 - 28 de diciembre de 2021) fue un piloto británico de motociclismo.

## Carrera deportiva
Participó en el Campeonato del Mundo de Motociclismo desde 1969 hasta 1973 en la carrera de 250cc del Gran Premio de Yugoslavia. Ganó en dos ocasiones el TT Isla de Man en la categoría de 750cc y uno en 350cc. Su hijo David Jefferies también fue piloto y también ganó el TT.

## Resultados en el Campeonato del Mundo
Sistema de puntuación desde 1950 hasta 1968:
| Posición | 1 | 2 | 3 | 4 | 5 | 6 |
| Puntos   | 8 | 6 | 4 | 3 | 2 | 1 |

Sistema de puntuación desde 1969 en adelante:
| Posición | 1  | 2  | 3  | 4 | 5 | 6 | 7 | 8 | 9 | 10 |
| Puntos   | 15 | 12 | 10 | 8 | 6 | 5 | 4 | 3 | 2 | 1  |

(Carreras en negrita indica pole position; carreras en cursiva indica vuelta rápida)
| Año  | Clase | Moto            | 1     | 2            | 3       | 4       | 5       | 6     | 7     | 8     | 9     | 10      | 11      | 12    | 13    | Pts | Pos  |
| ---- | ----- | --------------- | ----- | ------------ | ------- | ------- | ------- | ----- | ----- | ----- | ----- | ------- | ------- | ----- | ----- | --- | ---- |
| 1969 | 350cc | AJS             | ESP - | GER -        |         | IOM 22  | NED -   |       | RDA - | CZE - | FIN - | ULS -   | NAT -   | YUG - |       | 0   | -    |
| 1969 | 500cc | Triumph         | ESP - | GER -        | FRA -   | IOM Ret | NED -   | BEL - | RDA - | CZE - | FIN - | ULS -   | NAT -   | YUG - |       | 0   | -    |
| 1970 | 350cc | Chat Yamaha     | GER - |              | YUG -   | IOM Ret | NED -   |       | RFA - | CZE - | FIN - | ULS 8   | NAT -   | ESP - |       | 3   | 36.º |
| 1970 | 500cc | Matchless       | GER - | FRA -        | YUG -   | IOM 6   | NED -   | BEL - | RFA - |       | FIN - | ULS -   | NAT -   | ESP - |       | 5   | 33.º |
| 1971 | 350cc | Yamsel          | AUT - | GER -        | IOM 1   | NED -   |         | RDA - | CZE - | SWE - | FIN - | ULS 3   | NAT Ret | ESP - |       | 25  | 9.º  |
| 1971 | 500cc | Arter Matchless | AUT - | GER -        | IOM Ret | NED -   | BEL -   | RDA - |       | SWE - | FIN - | ULS Ret | NAT -   | ESP - |       | 0   | -    |
| 1972 | 350cc | Yamaha          | GER - | FRA -/small> | AUT -   | NAT -   | IOM Ret | YUG - | NED - |       | RDA - | CZE -   | SWE -   | FIN - | ESP - | 0   | -    |
| 1972 | 500cc | Suzuki          | GER - | FRA -        | AUT -   | NAT -   | IOM Ret | YUG - | NED - | BEL - | RDA - | CZE -   | SWE -   | FIN - | ESP - | 0   | -    |
| 1973 | 350cc | Yamaha          | FRA - | AUT -        | GER -   | NAT -   | IOM Ret | YUG - | NED - |       | CZE - | SWE -   | FIN -   | ESP - |       | 0   | -    |
| 1973 | 500cc | Crookies Suzuki | FRA - | AUT -        | GER -   |         | IOM Ret | YUG - | NED - | CZE - | SWE - | FIN -   | ESP -   |       |       | 0   | -    |